# Le Vieux Salomon
Le Vieux Salomon est un roman abolitionniste de l'écrivain français Charles Testut. Écrit en 1858, il fut publié en 1871 dans le journal de La Nouvelle-Orléans L'Équité, sous forme de feuilleton, puis parut en librairie en 1872.

## Résumé
Le Vieux Salomon raconte la vie d'un couple d'esclaves, Rose et Casimir, dans la Louisiane des années 1840. L'histoire commence à la Guadeloupe où Salomon, un ancien esclave, devenu le chef d'une société secrète, est leur ami. Rose et Casimir sont vendus à un Américain abolitionniste qui les emmène en Louisiane, mais meurt avant d'avoir pu leur rendre la liberté. Ils deviennent les esclaves d'un despote, qui viole bientôt Rose. Celle-ci s'enfuit mais est reprise au bout de deux années d'errance. Alors qu'elle va être châtiée pour son évasion, son mari tue le violeur. Rose et Casimir s'enfuient à Mobile. Casimir est arrêté et reconduit à La Nouvelle-Orléans pour y être jugé. Des membres de la société secrète de Salomon parviennent à le libérer. Le couple gagne New York, puis la Guadeloupe, où Salomon leur prédit le déclenchement de la guerre civile (le roman a été écrit en 1858) et la libération des esclaves des États-Unis.